# Ялда

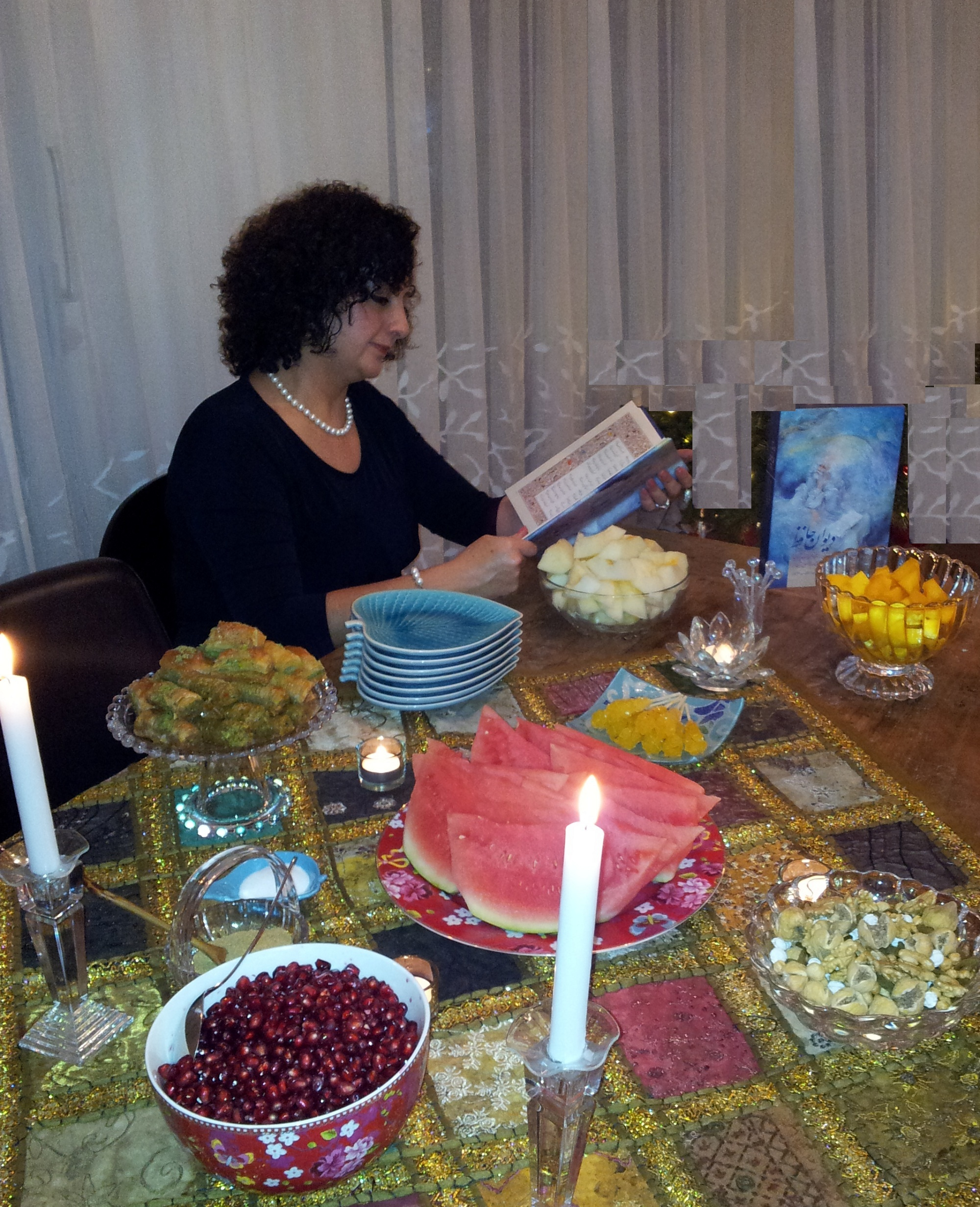
Иранка читает поэму Хафиза в ночь Ялда

Ша́б-е Я́лда (перс. شب یلدا‎), Ша́б-е Челле́ (перс. شب چله‎) — иранский праздник, первоначально отмечавшийся самой длинной ночью года, то есть накануне зимнего солнцестояния.
Отмечается в Иране. Самая длинная и самая тёмная ночь в году — это время, когда друзья и семья собираются вместе, чтобы поесть, выпить и почитать стихи (особенно Хафиза) и Шахнаме далеко за полночь. Едят фрукты и орехи, особенно важны гранаты и арбузы. Красный цвет этих плодов символизирует малиновые оттенки рассвета и сияние жизни.
После реформы иранского календаря в 1925 году, которая привязала сезонные мероприятия к дням календаря, Ялда отмечается в ночь и первый день десятого месяца (Дей). С учётом ежегодных сдвигов праздник может прийтись на день раньше или позже зимнего солнцестояния.
После падения империи Сасанидов и с распространением ислама значение этого праздника снижается, и Ялда становится семейным зороастрийским праздником. Использование свежих фруктов среди зимы напоминает древние обычаи обращения к божествам с просьбой о защите озимых.
В конце XIII века персидский поэт Саади писал в своём Бустане: «Настоящее утро не придёт, пока не закончится ночь Ялда».
Ночь Ялда была официально внесена в список национальных сокровищ Ирана на специальной церемонии в 2008 году.

## Галерея

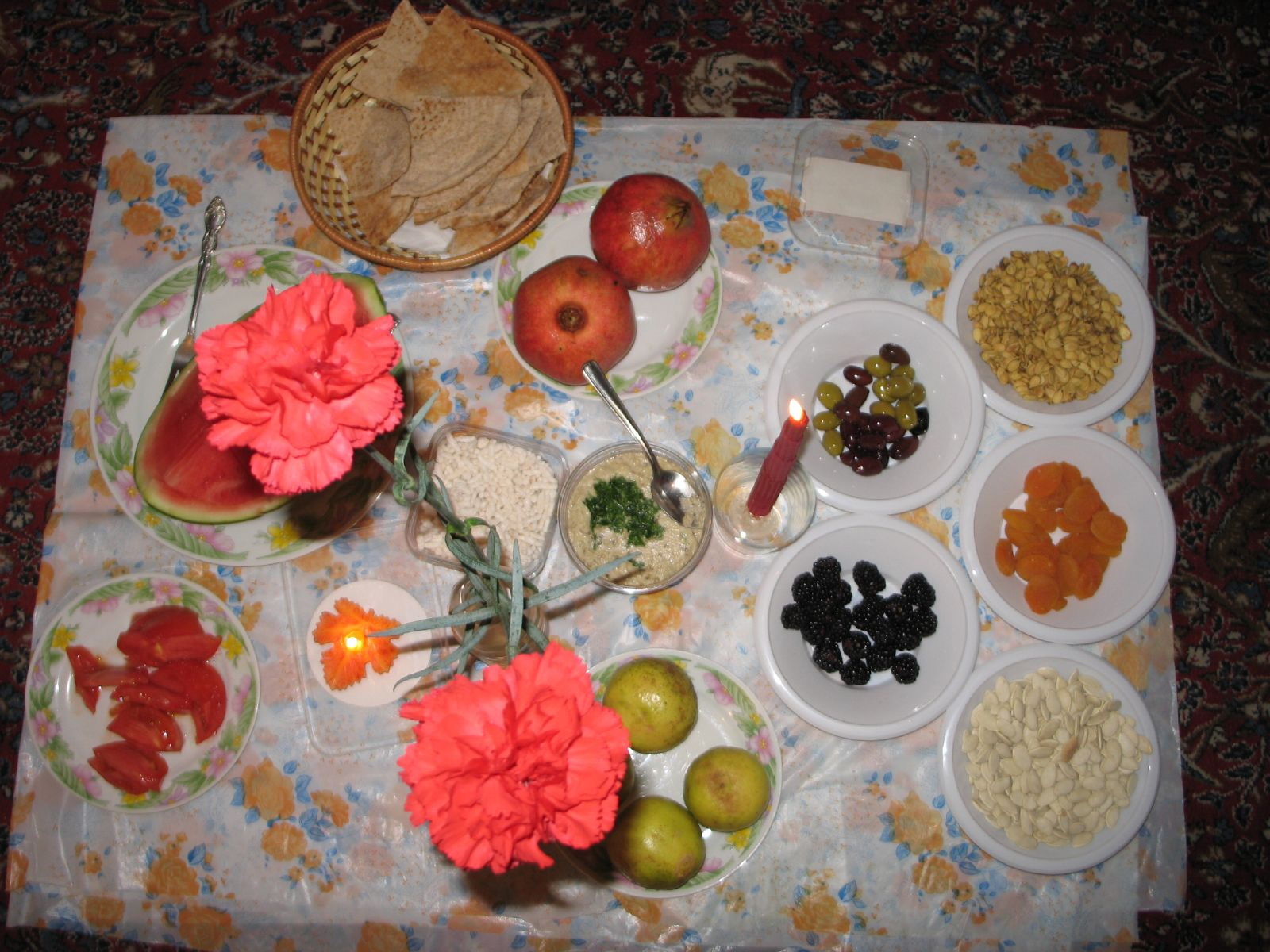
Традиционная сервировка стола на Шаб-е Ялда
Традиционная сладость Ялда в хорасанском Зибаде[англ.].
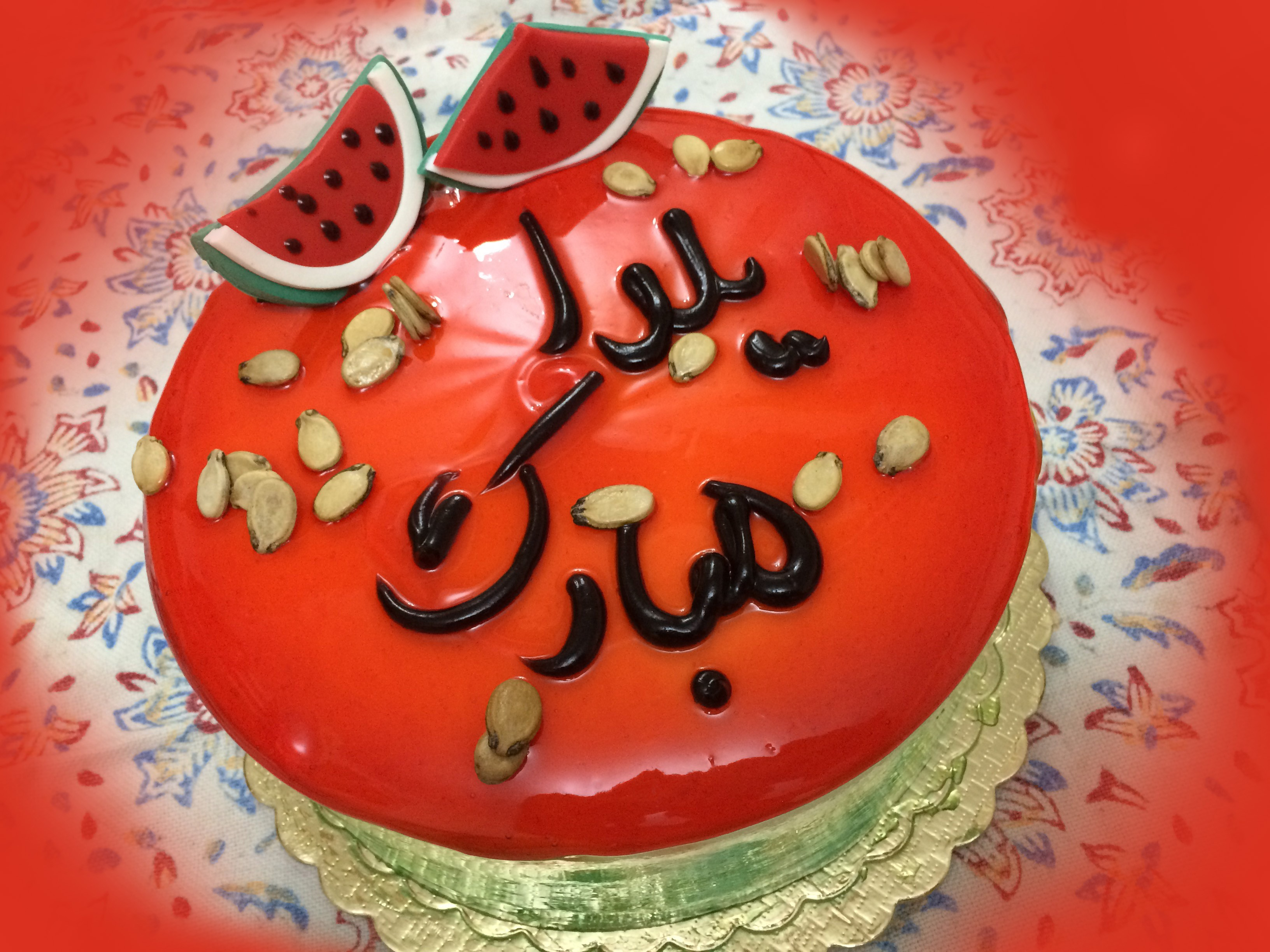
Торт на счастливую ночь Ялда
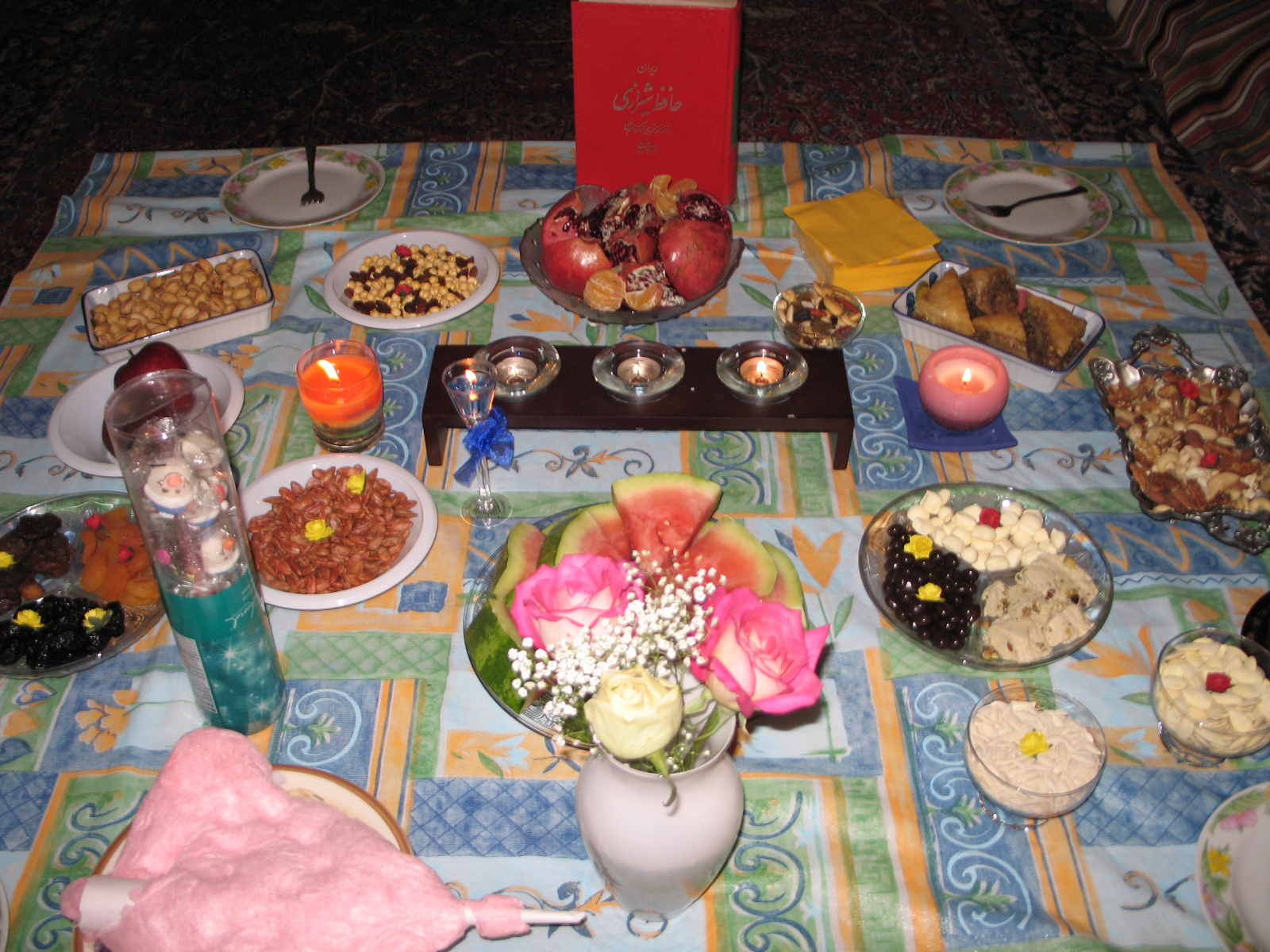
Сервировка стола на Ялда
Традиционная сладость Ялда — кафбих
Традиционная сладость Ялда — кафбих
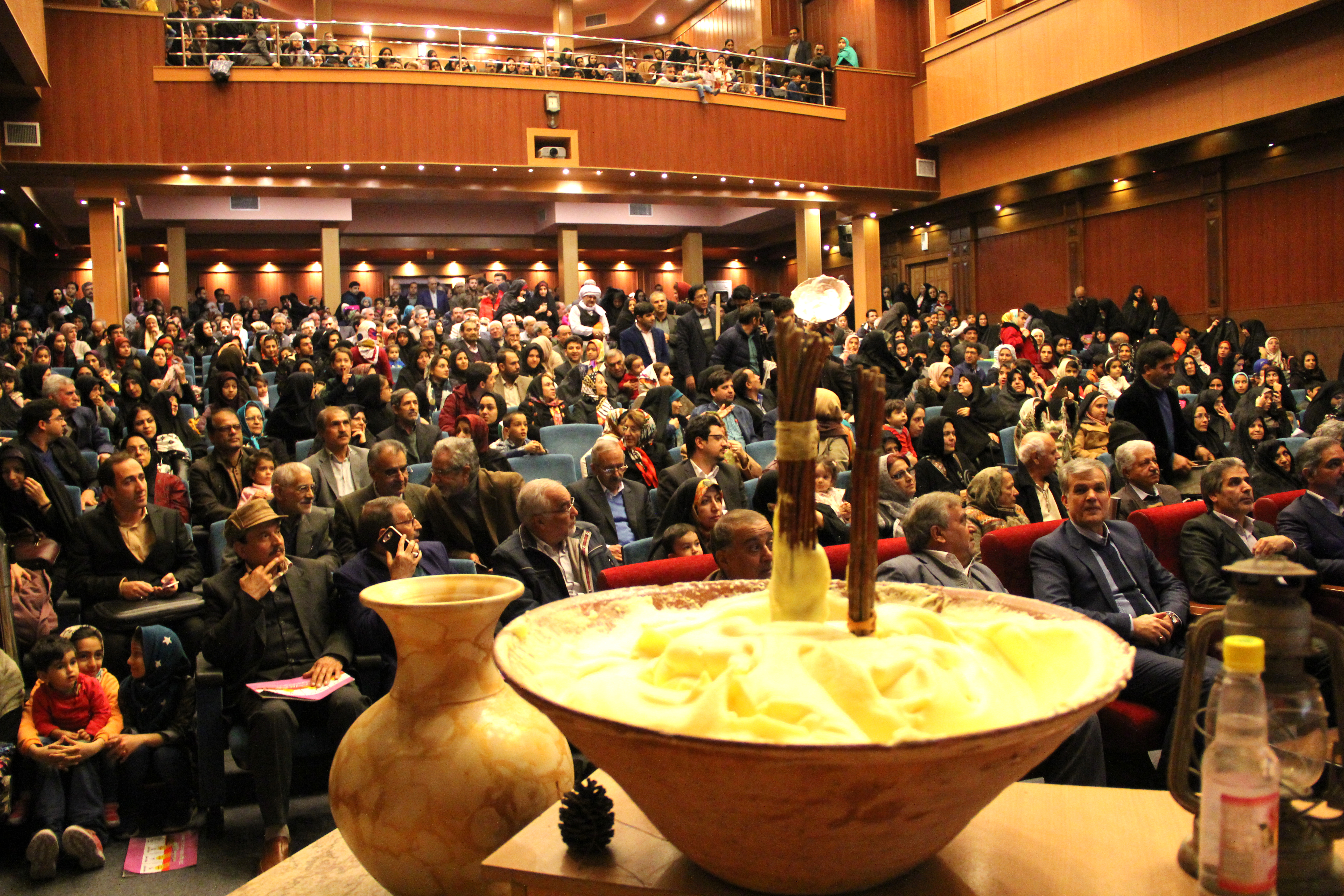
Кафбих — вид сладости в Иране
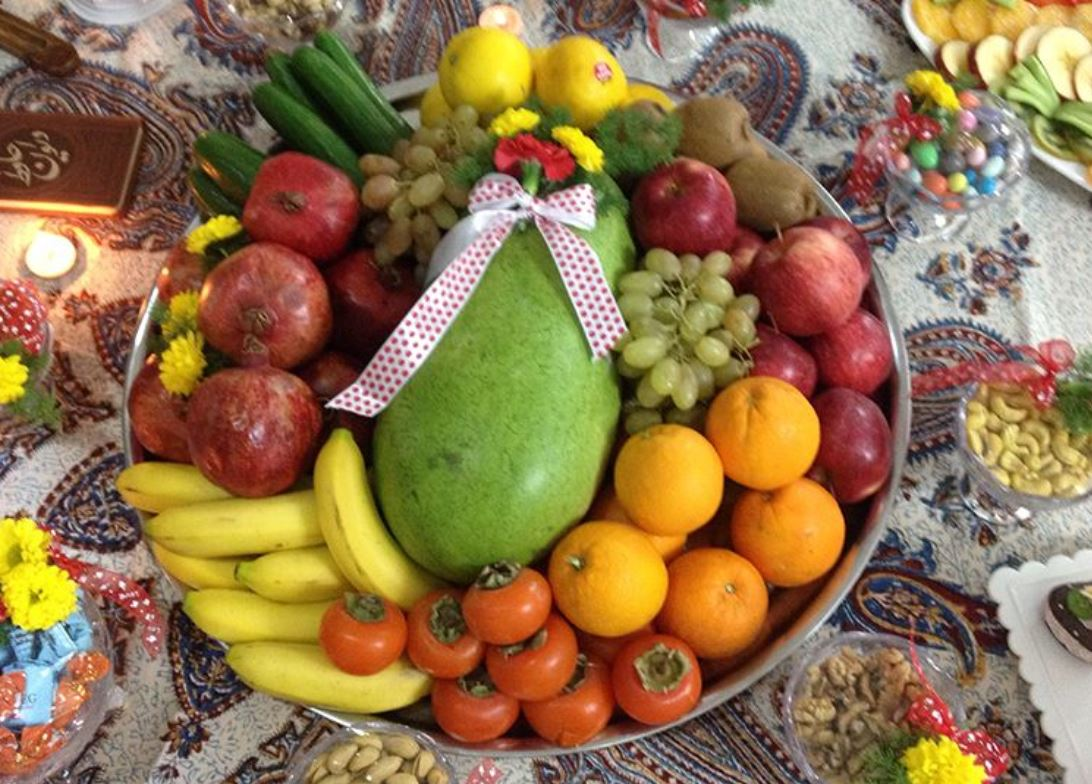
Фрукты в ночь Ялда
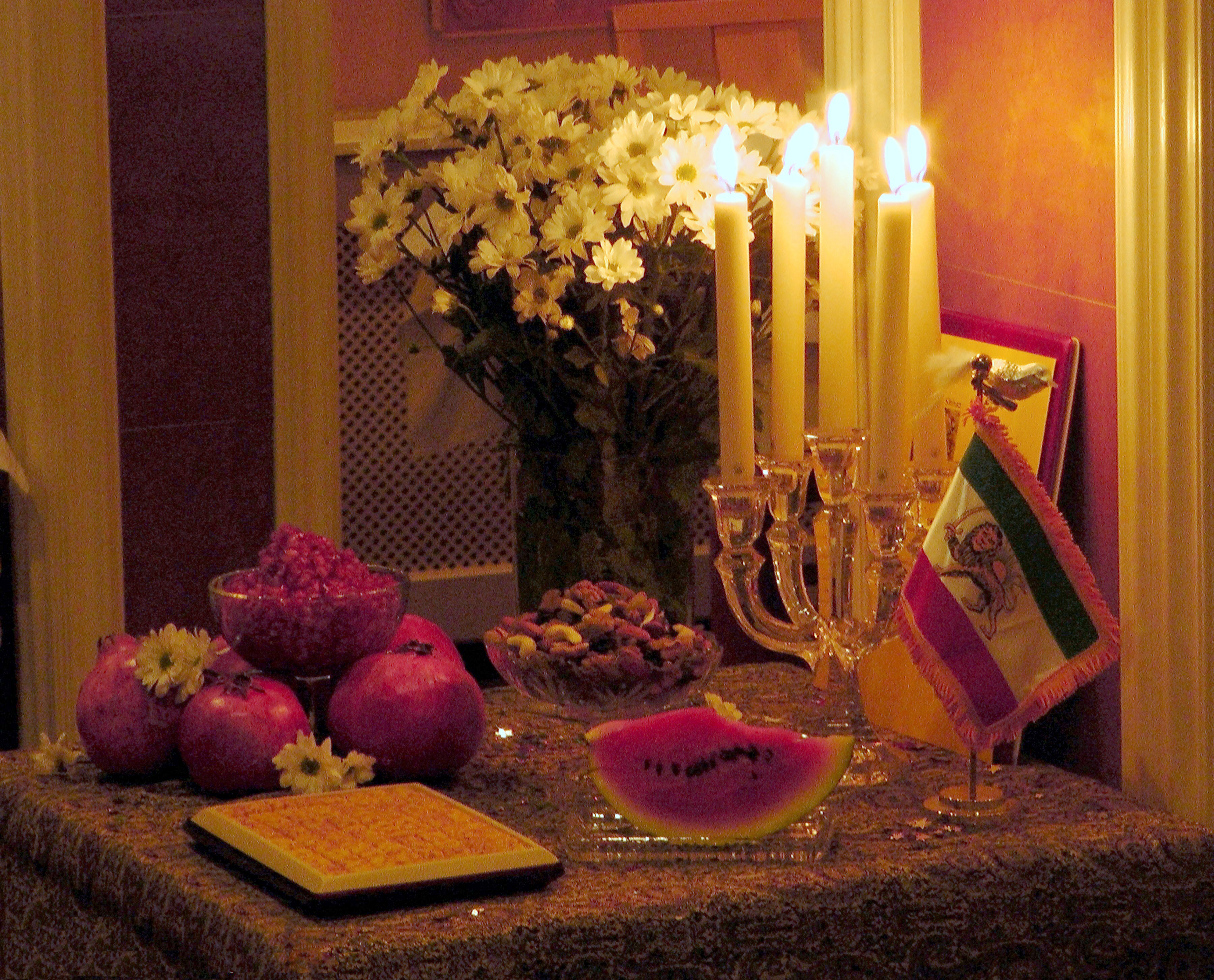
Стол во время ночи Ялда в Амстердаме, 2011 г.
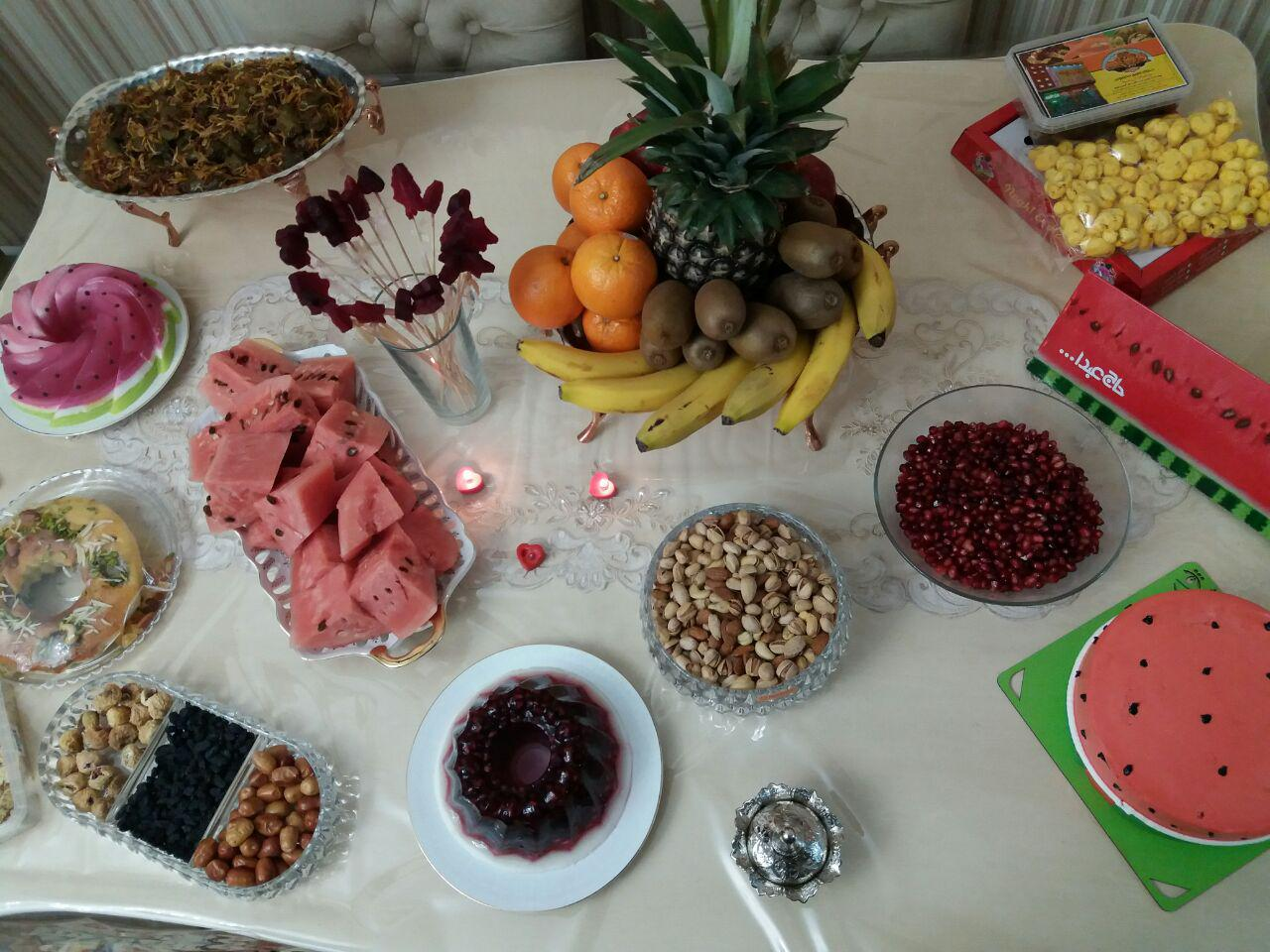
Ялда в Тебризе
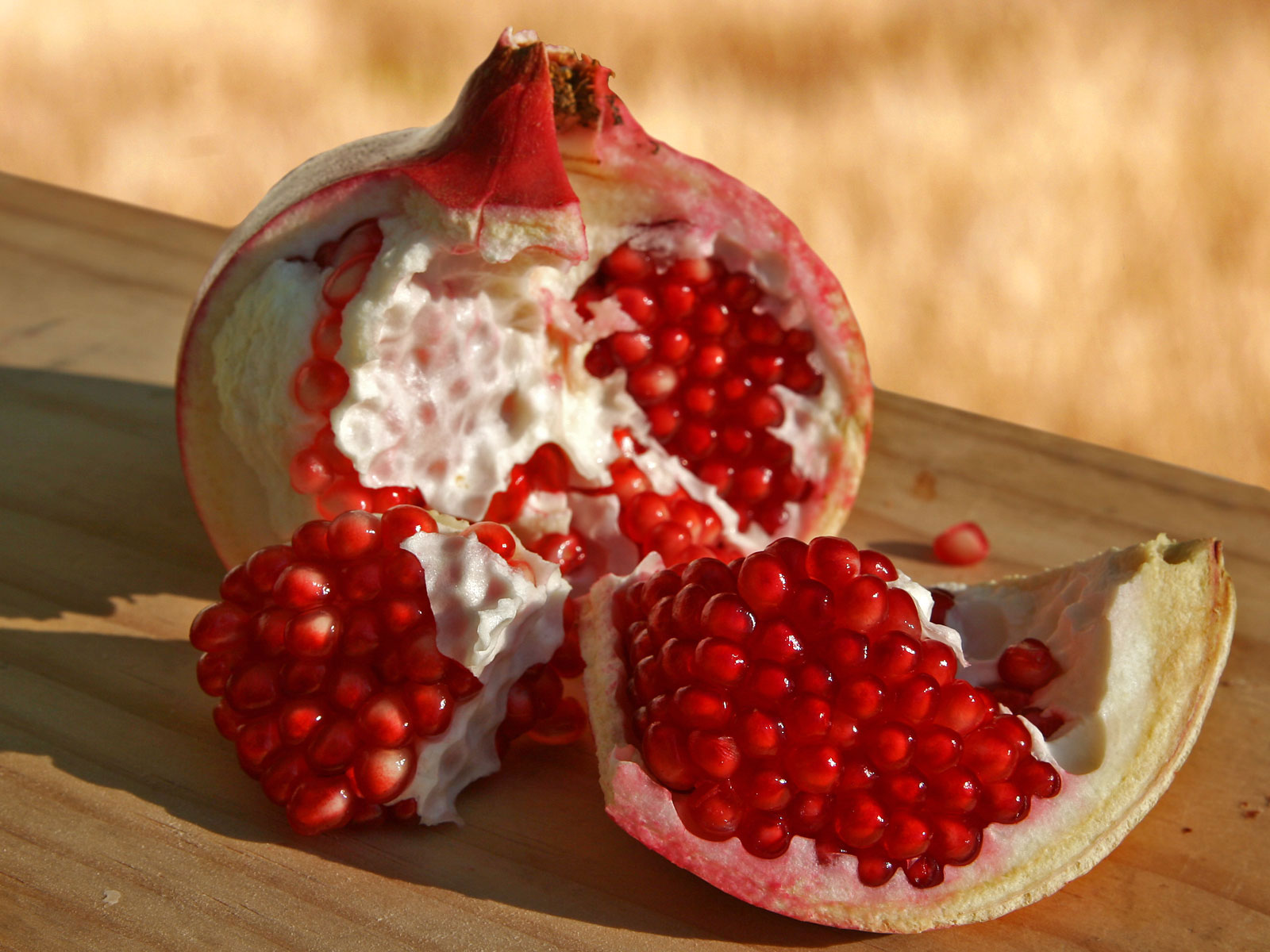
Употребление в пищу граната
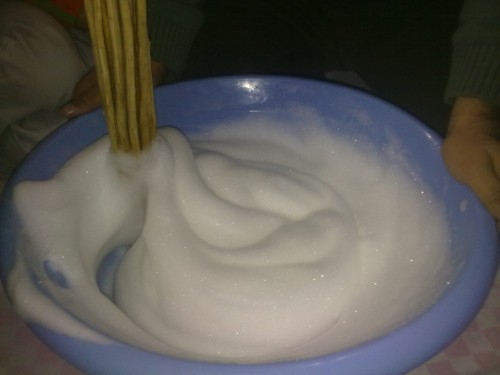
Традиционные сладости в ночь Ялда в Зибаде, остан Хорасан-Резави
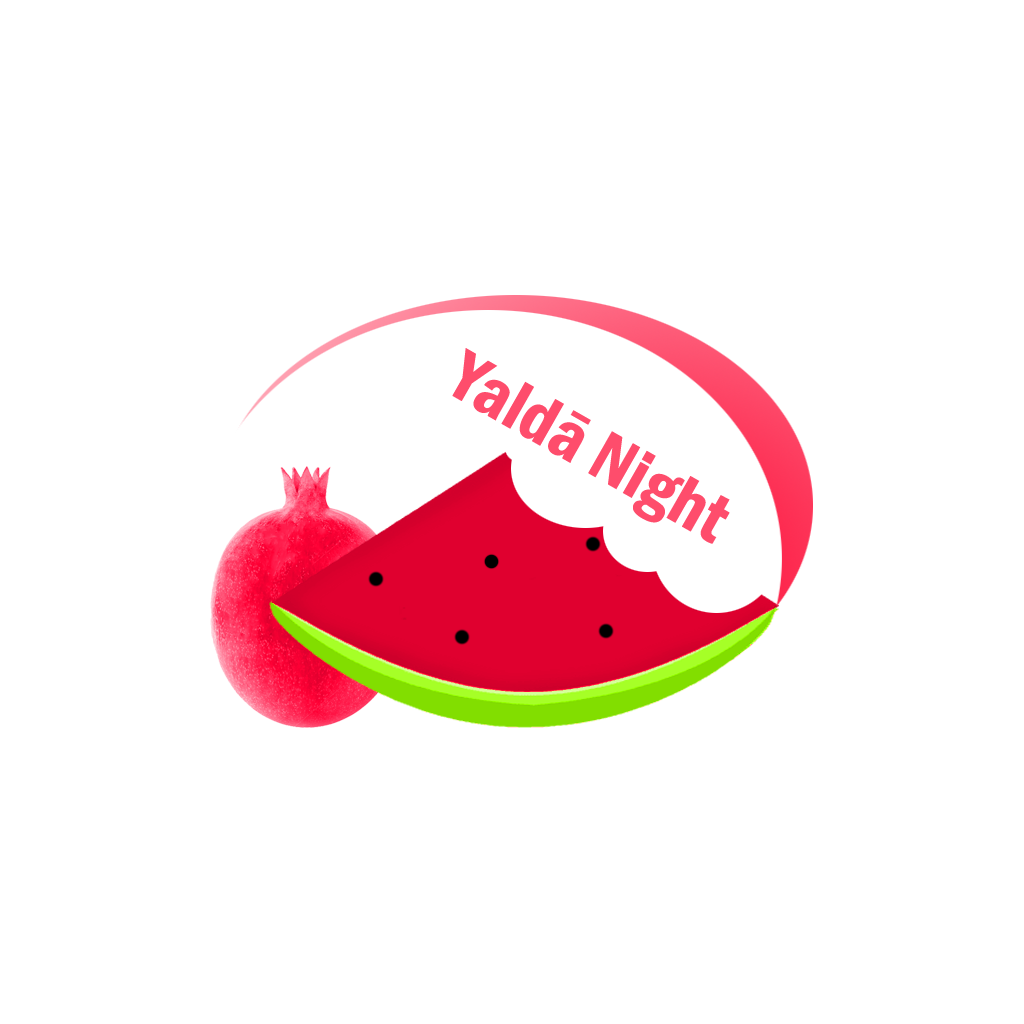
Логотип ночи Ялда